# Кевін Поулсен
Кевін Поулсен (англ. Kevin Lee Poulsen, нік — Dark Dante) — колишній хакер, який отримав загальну популярність завдяки злому телефонних ліній лос-анджелеської радіостанції KIIS-FM. Цей злом дозволив йому виграти Porsche 944 S2 та багато інших цінних призів.
ФБР почало пошук Поулсена після того, як той зламав їхню базу даних і отримав доступ до засекреченої інформації, що стосувалася прослуховування телефонних розмов.
Спеціалізація Поулсена стосувалася телефонних ліній, і він часто зламував їх. Поулсен також відновив старі телефонні номери Yellow Pages для свого друга, який володів віртуальним ескорт-агентством. Поулсен був схожий на невирішувану проблему для правоохоронців, але незабаром був спійманий і засуджений на 5 років.
З моменту виходу з в'язниці Поулсен працював журналістом і був підвищений до посади головного редактора Wired News. Його найпопулярніша стаття описує процес ідентифікації 744 сексуальних маніяків за їхніми профілями в MySpace.